# مارسي ماغواير
مارسي ماغواير (بالإنجليزية: Marcy McGuire)‏ هي مغنية وممثلة أمريكية، ولدت في 22 فبراير 1926 بكانساس سيتي في الولايات المتحدة.

## وصلات خارجية
- مارسي ماغواير على موقع IMDb (الإنجليزية)
- مارسي ماغواير على موقع ألو سيني (الفرنسية)
- مارسي ماغواير على موقع ميوزك برينز (الإنجليزية)
- مارسي ماغواير على موقع أول موفي (الإنجليزية)
- مارسي ماغواير على موقع قاعدة بيانات الأفلام السويدية (السويدية)
- مارسي ماغواير على موقع قاعدة بيانات الفيلم (الإنجليزية)
- مارسي ماغواير على موقع كينوبويسك (الروسية)